# Marie Červinková-Riegrová
Marie Červinková-Riegrová (Praga, 9 de agosto de 1854 — Praga, 19 de janeiro de 1895) foi uma escritora checa.